# Terellia oasis
Terellia oasis är en tvåvingeart som först beskrevs av Erich Martin Hering 1938.  Terellia oasis ingår i släktet Terellia och familjen borrflugor.
Artens utbredningsområde är Algeriet. Inga underarter finns listade i Catalogue of Life.